# Laura Kellyová
Laura J. Kellyová (* 24. ledna 1950 New York) je americká politička a členka Demokratické strany, od ledna 2019 guvernérka Kansasu po volební výhře nad Republikánem Krisem Kobachem.

## Život
Narodila se do vojenské rodiny, která žila v Evropě, kde otec sloužil. Bakalářský obor psychologie vystudovala na illinoiské Bradley University. Následně získala titul Master of Science na Indianské univerzitě v Bloomingtonu v oboru volnočasové terapie. Působila jako výkonná ředitelka Kansas Recreation and Park Association.